# Гиллель
Гиллель (Хиллел Вавилонянин или Хиллел ха-Закен, ивр. הִלֵּל‎; 75 до н. э., Вавилония — около 5—10 гг.) — наиболее значительный из законоучителей эпохи Второго Храма; основатель фарисейской школы, называвшейся по его имени «Бет-Гиллель» (дом Гиллеля).

## Биография
Родился в Вавилонии, происходил из дома Давидова. Несмотря на благородное происхождение, был беден и, добывая себе пропитание, работал дровосеком.
Впервые поселяется в Святой Земле в начале правления царя Ирода, чтобы учиться у двух мудрецов — Шемаи и Абталиона. Став одним из лучших учеников, вернулся в Вавилонию, а когда он пришёл в Эрец-Исраэль вторично, то был уже состоятельным и уважаемым мудрецом Торы. Впоследствии получил статус наси, занял должность главы Синедриона, на которую, согласно талмудическим источникам, был назначен за 100 лет до разрушения Храма (то есть в 30 г. до н. э.). Таким образом, он стал основателем династии «несиим» — все дальнейшие главы Санэдрина (за исключением рабби Иоханана бен Заккая, занимавшего этот пост сразу после разрушения второго храма) были его потомками.
Гиллель много внимания уделял делу распространения Торы и дал ряд методов её толкования. Ему также принадлежит ряд постановлений, направленных на облегчение жизни беднейших слоёв населения. Талмуд о нём свидетельствует: «Когда Тора стала забываться в народе, пришёл из Вавилона Гиллель и вознёс её изучение на прежнюю высоту» (Вавилонский Талмуд, трактат - Сукка 20а). Так же ученики Гиллеля  унаследовали хорошие нравственные качества. О чём говорит ВТ трактате Эрувин (13 б), что «ученикам Гиллеля была свойственна деликатность, они не реагировали на обиды и излагали мнение оппонентов — учеников Шамая — прежде своего мнения».
Широко известен рядом изречений, среди которых:
- «Если не я для себя, кто для меня? Если я (только) для себя, что я? Если не теперь, когда же?» (Талмуд, Мишна, Авот, 1. 12—14)
- «То, что ненавистно тебе, не делай другому, — в этом вся Тора. Остальное — комментарии. Иди и учись»
- «Не отделяйся от общества, ибо все мы одно, не суди ближнего, пока не будешь на его месте.»
- «Не ленись учиться, не говори, что выучишь потом — ведь невежда не боится греха, а Тора прибавляет жизни и разумения. Трудись, и плата, которая ожидает тебя в этом и грядущем мирах, будет по труду. Всегда помни, чьим отражением ты являешься, а потому и там, где нет людей, старайся быть человеком».
- «Будь в числе учеников Аарона: любящим мир и стремящимся к миру, любящим людей и приближающим их к Торе» Мишна Авот (1, 12).

## Память
В Талмуде упоминается спор между учениками Гиллеля и другого галахического авторитета того времени Шаммая. Сторонники этих двух мудрецов раскололись на две религиозные партии и продолжали свой спор уже после смерти своих учителей. И, хотя считается, что верными были оба мнения, закон всё же был установлен, следуя мнению Гиллеля.
Важная улица в Иерусалиме носит название по данному мудрецу.